# Modena Calcio 1940-1941
Questa voce raccoglie le informazioni riguardanti il Modena Calcio nelle competizioni ufficiali della stagione 1940-1941.

## Stagione
Il Modena concluse la stagione con 48 punti, sotto il Liguria con 49, vincendo 21 partite, pareggiandone 6 e perdendone 7. Con il posizionamento finale come seconda, ritornò nella prima divisione dopo solo un anno di assenza. 

## Rosa
| N. |                    | Ruolo | Calciatore        |
| -- | ------------------ | ----- | ----------------- |
|    | Uruguay (bandiera) | A     | Raúl Banfi        |
|    | Italia (bandiera)  | C     | Danilo Bazzani    |
|    | Italia (bandiera)  | C     | Giovanni Braga    |
|    | Italia (bandiera)  | D     | Renato Braglia    |
|    | Italia (bandiera)  | A     | Renato Brighenti  |
|    | Italia (bandiera)  | A     | Giovanni Calveri  |
|    | Italia (bandiera)  | A     | Giordano Colaussi |
|    | Italia (bandiera)  | A     | Augusto Cristina  |
|    | Italia (bandiera)  | C     | Astro Galli       |
|    | Italia (bandiera)  | C     | Mario Magotti     |

| N. |                   | Ruolo | Calciatore          |
| -- | ----------------- | ----- | ------------------- |
|    | Italia (bandiera) | D     | Gino Manni          |
|    | Italia (bandiera) | P     | Eugenio Marchiò     |
|    | Italia (bandiera) | A     | Raggio Montanari    |
|    | Italia (bandiera) | A     | Alfredo Notti       |
|    | Italia (bandiera) | A     | Luigi Obuel         |
|    | Italia (bandiera) | P     | Lucidio Sentimenti  |
|    | Italia (bandiera) | C     | Vittorio Sentimenti |
|    | Italia (bandiera) | A     | Domenico Spadoni    |
|    | Italia (bandiera) | A     | Luigi Uneddu        |